# 吉娃斯愛科學
吉娃斯愛科學（Go Go Giwas）是一部台灣原創科學教育動畫，由國立清華大學與原金國際共同製作。
它在公共電視台及靖天卡通台播出，内容以科學教育獲得矚目。2016年6月15日於靖天卡通台首播第一季；又於2018年10月3日於公視3台播出第二季《吉娃斯愛科學2：飛鼠學校》，2020年9月1日再次於公視3台播出第三季《新朋友來了》。
故事描述泰雅族小女孩吉娃斯與寵物猴子乃奈、好朋友飛卉在山林中的冒險，並因著大哥哥巴彥的知識傳授而有所成長。背景運用台灣原住民族的自然生活和文化，結合簡單有趣的科學主題及教學，獲得家長及孩童的好評。
近年來積極開發系列角色周邊產品及圖像授權領域。

## 主要角色
- 吉娃斯/智娃 Giwas (12歲)

主角，泰雅族小女童。個性熱血，外向活潑、好奇心強的行動派，夢想成為部落裡第一位女性的部落領袖。
對於巴彥淵博的科學知識感到好奇，與其他部落中的女童不同，擅長射箭反而不擅長織布。巴彥曾表示在他高中畢業後回到部落的當日就是吉娃斯的生日。
有一隻名字叫做乃奈的寵物猴子。
- 飛卉/飛偉 Behuy (11歲)

吉娃斯在部落裡的好朋友跟支持者之一，與吉娃斯相反，擅長織布反而不擅長射箭。
時常忘東忘西，只有隨身攜帶的糧食不會忘記。對吉娃斯想當女性領袖的事感到迷惑，不知道該不該支持。
- 乃奈/郎郎 Nainai/Ngayngay

吉娃斯的猴子朋友，專耍小聰明、搞破壞，但有時也會誤打誤撞的比吉娃斯他們更早做出科學小實驗的成果。
- 巴彥 Payan (30歲)

吉娃斯部落中的年輕人。
由於在跟吉娃斯差不多年紀的時候曾下山去平地讀書，所以科學知識淵博。一開始因為覺得從平地返鄉的自己跟部落生活格格不入、所以沒有居住在部落裡面而是住在郊外的古戰場，第一季故事後期才搬進部落住。
與吉娃斯成為朋友，在與吉娃斯、飛卉、乃奈的互動裡，喚醒對泰雅文化的美好記憶。喜歡和吉娃斯鬥嘴；支持吉娃斯成為部落的女性領袖。第二季動畫【飛鼠學校】邀請了以前在大學研究所認識荷蘭朋友的兒子里昂來作客，然後打算在古戰場開設飛鼠學校來辦學。
- 斗腊/陶拉 Dola (36歲)

吉娃斯的父親。部落頭目。
慈父，偶爾也向孩子們傳授泰雅的gaga（傳統文化）。腦筋靈活，臉上總帶著和藹的笑容，對吉娃斯常睜一隻眼、閉一隻眼，但吉娃斯一提到要成為女頭目，老爸還是會板起臉。
- 拉娃 Lawa (34歲)

吉娃斯的母親。
嚴母，泰雅gaga的傳遞者。認為吉娃斯太活潑，總希望吉娃斯能靜下來好好學織布煮飯。反對吉娃斯要成為部落第一位女頭目的夢想。
- 昂 Leon (8歲)

第二季新登場人物，巴彥在大學研究所任職時所認識之荷蘭朋友的兒子。與吉娃斯同一天生日。
在暑假期間於巴彥的邀請下來到飛鼠部落作客，更因其所知荷蘭女王文化，帶給吉娃斯等人新的文化衝擊。第三季後半再次登場，因父親喜愛台灣原住民文化而來到山海部落。
- 慕妮 Muni (12歲)

第三季新登場人物，出身於排灣族山海部落的女性部落頭目接班人。
- 比亞 Biya (22歲)

特別篇《夢想的種子》登場，一名在太空站內執勤的泰雅族太空人。當吉娃斯離開後私下向太空站人工智慧表示自己是長大後的飛卉。
*斜體為香港版釋名，若沒有則為台港通用

## 角色配音
台灣版
- 錢欣郁：吉娃斯、乃奈
- 林美秀：飛卉、拉娃
- 何志威：巴彥、斗臘
- 蔣鐵城
- 陳貞伃
- 陳筱寧
- 郭馨雅
- 林沛笭
- 梁興昌

香港版
- 智娃：張蔓莎Sabrina@Triple S Management
- 巴彥：胡子彤@Triple S Management
- 飛偉：黎皓宜
- 朗朗：冼詠儀
- 陶拉：蔡忠衛
- 拉娃：冼詠儀

## 工作人員
第一季
- 製作人：傅麗玉
- 監製：王世偉(實踐大學媒體傳達設計學系副教授級專業技術人員)
- 導演：高逸峰
- 創意開發：傅麗玉、魏嘉宏、蔡品緻
- 編劇統籌：王品仁
- 編劇：王品仁、楊豐鍾、黃元蓓
- 角色設計：孔思雯
- 場景設計：林建州
- 腳本製作：王景嫻、林建州
- 動態腳本製作：高逸峰
- 專案經理：羅嘉玲、董唐廷
- 製作協調：沈昱璿
- 工作室經理：洪思錡
- 模型統籌：黃宥翔
- 模型設計：黃宥翔、陳世宗、董俊勇
- 貼圖統籌：黃宥翔
- 貼圖製作：陳世宗、許雪兒
- 動畫製作：劉鎧瑋、張漢民、黃晴弘、許心慈
- 骨架設定：董俊勇
- 動態圖像：張智捷、蕭智霞、楊鎧銓[7][8]、林芋圻
- 燈光／合成：李佳容
- 特效：洪瑋澤
- 算圖流程規劃：洪瑋澤
- 剪接：高逸峰、張智捷、楊鎧銓
- 聲音指導／音樂：胡育彰
- 音效：王姿元
- 音效＆混音：胡育彰
- 母語指導：黑帶・巴彥
- 動畫諮詢委員：侯志欽
- 觀眾反映評量：張志立
- 原住民文化與音樂諮詢委員：黑帶・巴彥、雅砆・鈸告、雲力思、田菁、馬紹・阿紀、林南忠
- 科學教育諮詢委員：牟中瑜、黃榮山、岑尚仁、葉世榮、林福來、樂鍇・祿璞崚岸、黃國柱
- 行銷策劃：鄒宛芸、趙婷英
- 動畫製作協力：五號倉庫動漫影視
- 錄音、混音：藍海娛樂影音科技股份有限公司
- 共同製作發行：國立清華大學、原金國際有限公司
- 本節目獲科技部「科普產品製播推廣產學合作計畫」補助
- 謹將本片獻給天下所有勇敢堅強的母親們與大地之母

（香港）配音組：
- 導配：蘇裕邦
- 香港後期製作：Genesis Publishing Limited
- 市場策劃：Master Our Mind
- 配音製作：One Cool Sound Limited
- ＤＶＤ後期製作：Cinedigit Sound Limited
- 美術設計：Pineapple
- 翻譯：Clappers Co.

第二季【飛鼠學校】
- 製作人：傅麗玉
- 監製：王世偉(實踐大學媒體傳達設計學系副教授級專業技術人員)
- 導演：高逸峰
- 編劇：王品仁
- 專案經理：董唐廷
- 專案助理：周雅涵
- 工作室經理：洪思錡
- 會計：詹美玲
- 行政助理：趙婷英
- 製作協調：沈昱璿
- 美術統籌：許雪兒
- 角色設計：孔思雯、林盈縈
- 美術設計：蕭智霞、林建州、劉純妤、黃思慈、陳羿棻
- 腳本製作：林建州、呂京霓、王景嫻、張婉嬋
- 動態腳本製作：高逸峰
- 模型統籌：黃宥翔
- 模型設計：陳世宗、許雪兒、蕭智霞、劉家維
- 貼圖製作：許雪兒、林建州、蕭智霞、陳世宗
- 骨架設定：董俊勇
- 動態圖像：謝宜家
- 光影統籌：李佳容
- 燈光合成：王譽璇、楊鎧銓、謝宜家
- ＶＲ　製作整合：洪瑋澤
- 特效製作：陳俊杰
- 剪接：王譽璇、張如蘭、楊鎧銓
- 音樂：吳欣穎
- 音效與混音：鄭維志
- 錄音與混音：聲境有限公司
- 動畫製作協力：五號倉庫動漫影視
- ＶＲ　動畫製作協力：維度數碼科技有限公司
- 科學教育諮詢委員：黃國柱、牟中瑜、林福來、葉世榮、曾晴賢
- 原住民文化與音樂諮詢委員：黑帶・巴彥、林南忠、古屏生
- 泰雅語指導：古屏生、曾修媚
- 荷蘭語指導：韋岱思
- 翻譯：蔡雪青
- 角色配音：林美秀、錢欣郁、蔣鐵城、陳貞伃、陳筱寧
- 行銷策劃：蘇怡婷
- 觀眾反映評量：張志立
- 製作協力：劉鎧瑋、劉家維、李宜樺、黃子祐、陳冠雯
- 共同製作發行：原金國際有限公司、國立清華大學
- 本節目獲文化部影視及流行音樂產業局「106年產行動寛頻影音節目製作」補助

第三季【新同學來了】
- 製作人：傅麗玉
- 監製：王世偉(實踐大學媒體傳達設計學系副教授級專業技術人員)
- 總導演：高逸峰
- 導演：許雪兒
- 編劇：王品仁
- 專案經理：周雅涵
- 製作協調：沈昱璿
- 行政管理：洪思錡、董唐廷、陳貞岑
- 角色設計：孔思雯、林盈縈
- 腳本製作：呂京霓
- 動態腳本製作：許雪兒
- 美術設計：黃思慈、王映絜、湯晨、舒寶萓、陳羿棻、林建州、劉純妤、蕭智霞、黃御峰
- 模型設計：舒寶萓、黃宥翔、陳世宗、葉文
- 貼圖製作：陳羿棻、舒寶萓、黃宥翔、葉文
- 骨架製作：董俊勇
- 動畫：鍾享帙、林筱璇
- 動態圖像：謝宜家
- 光影統籌：李佳容、黃思慈
- 燈光合成：李佳容、黃思慈、舒寶萓、葉文
- 特效製作：黃思慈、舒寶萓、許雅涵
- 剪接：許雪兒
- 專案協力：陳美孔、林志明、黃翔偉、張聿明、張如蘭、陳俊杰
- 科學教育諮詢委員：牟中瑜、黃國柱、葉世榮、張祥光、林南忠、李育棋、鍾鼎國、陳金楓、趙振良、林茂成、江月媚
- 原住民族文化諮詢顧問：李瑞和、拉夫琅斯・卡拉雲漾、王昱心、鍾興華（英语：Calivat Gadu）、曾淑琳、童春發、波宏明
- 視覺傳播諮詢顧問：柯舜智、侯志欽
- 泰雅語指導：古屏生、曾修媚
- 排灣語指導：李瑞和、拉夫琅斯・卡拉雲漾
- 翻譯：蔡雪青
- 行銷策劃：蘇怡婷
- 平面設計：王映絜
- 觀眾反映評量：張志立
- 實習生：陳其儂
- 角色配音：林美秀、錢欣郁、蔣鐵城、陳貞伃、郭馨雅、林沛笭
- 音樂：吳欣穎
- 音效＆混音：鄭維志、湯雅筑、陳奕伶
- 錄音＆混音：聲境有限公司
- 英語配音：Haymillian　www.haymillian.com
- 越語配音：Haymillian　www.haymillian.com
- 動畫製作協力：五號倉庫動漫影視、黑綿羊映畫有限公司
- 算圖農場：財團法人國家實驗研究院、國家高速網路與計算中心
- 共同製作發行：原金國際有限公司、國立清華大學
- 本節目獲科技部以下計畫補助「科普產品製播推廣產學合作計畫」、「跨虛寶科技人文計算平台計畫」

特別篇：夢想的種子
- 製作人：傅麗玉
- 監製：王世偉(實踐大學媒體傳達設計學系副教授級專業技術人員)
- 總導演：高逸峰
- 導演：許雪兒
- 編劇：王品仁、高逸峰
- 專案經理：周雅涵
- 專案助理：張聿明
- 製作協調：沈昱璿
- 行政管理：洪思錡、董唐廷、陳貞岑
- 角色設計：孔思雯、湯晨、王映絜
- 美術設計：湯晨、王映絜、舒寶萓、林建州、陳羿棻、陳其儂
- 腳本製作：呂京霓
- 動態腳本製作：高逸峰
- 模型設計：舒寶萓、黃宥翔、陳世宗
- 貼圖製作：陳羿棻、陳世宗、黃宥翔、林建州
- 骨架製作：董俊勇
- 動畫：鍾享帙、林筱璇
- 動態圖像：蕭智霞、林筱璇
- 光影統籌：黃思慈
- 燈光合成：黃思慈、舒寶萓
- 特效製作：黃思慈、舒寶萓
- 剪接：許雪兒
- 科學教育諮詢委員：顏隆政、牟中瑜、黨如山
- 原住民族文化諮詢顧問：拉夫琅斯・卡拉雲漾、比令・亞布
- 視覺傳播諮詢顧問：侯志欽、柯舜智
- 翻譯：蔡雪青
- 行銷策劃：蘇怡婷
- 平面設計：王映絜
- 觀眾反映評量：張志立
- 角色配音：林美秀、錢欣郁、蔣鐵城、陳貞伃、梁興昌
- 音樂：吳欣穎
- 音效＆混音：鄭維志、湯雅筑
- 錄音＆混音：聲境有限公司
- 英語配音：Haymillian　www.haymillian.com
- 越語配音：Haymillian　www.haymillian.com
- 動畫製作協力：五號倉庫動漫影視、吳哲瑋、無錫維度數碼科技有限公司
- 算圖農場：財團法人國家實驗研究院、國家高速網路與計算中心
- 共同製作發行：原金國際有限公司、國立清華大學
- 本節目獲科技部以下計畫補助「科普產品製播推廣產學合作計畫」、「跨虛寶科技人文計算平台計畫」

## 主題曲
- 主題曲：名字歌

詞曲：雅砆・鈸告
編曲：胡育彰
演唱：雅砆・鈸告、田菁、詹心紘
- 片尾曲：數字歌

詞曲：雅砆・鈸告
編曲：胡育彰
演唱：雅砆・鈸告、田菁、詹心紘
- 主題曲：吉娃斯愛科學（香港版）

作曲：雅砆 鈸告
填詞：張蔓莎Sabrina@Triple S Management
主唱：張蔓莎Sabrina@Triple S Management & 胡子彤@Triple s management
監製（香港版）：Max@artphoenix

## 每回標題
| 集數                 | 標題               | 科學主題               |
| 第一季               | 第一季             | 第一季                 |
| -------------------- | ------------------ | ---------------------- |
| 1                    | 《古戰場新願望》   | 反應接觸面積           |
| 2                    | 《爸爸冒煙啦》     | 地震、地殼變動、溫泉   |
| 3                    | 《我們去尋寶》     | 數字運算               |
| 4                    | 《河水要回家》     | 河川改道、河道侵蝕     |
| 5                    | 《彩虹橋的約定》   | 結構力學               |
| 6                    | 《看不見的牽絆》   | 奈米、蓮葉效應         |
| 7                    | 《乃奈逃家了》     | 地瓜的儲存(食物的保存) |
| 8                    | 《轉吧！青剛櫟！》 | 轉動量，角動量         |
| 9                    | 《彩虹跟我走》     | 光的折射、色散原理     |
| 10                   | 《消失的竹管水》   | 連通管原理             |
| 11                   | 《魔術黑白變》     | 炭灰的化學性質         |
| 12                   | 《不滅的溫暖》     | 火堆與燃點             |
| 13                   | 《妳好，mrhu！》   | 慣性定律               |
| 第二季【飛鼠學校】   |                    |                        |
| 1                    | 《知識的穀倉》     | 煙燻木材防腐           |
| 2                    | 《泰雅螺旋槳》     | 圓周運動               |
| 3                    | 《眼中的光芒》     | 脈絡膜的光反射         |
| 4                    | 《竹筍傳情意》     | 草酸                   |
| 5                    | 《獵人的智慧》     | 槓桿原理               |
| 6                    | 《昂的生日》       | 梅納反應               |
| 7                    | 《最強三石灶》     | 平面幾何               |
| 8                    | 《分享的暗號》     | 香蕉與多酚             |
| 9                    | 《白日夢流星》     | 光的干涉               |
| 10                   | 《傳承的禮物》     | 樹皮布的纖維化學       |
| 11                   | 《魚叉急轉彎》     | 光的折射               |
| 12                   | 《飛卉的鬍子》     | 脂肪的化學             |
| 13                   | 《合作好滋味》     | 澱粉分子構造           |
| 第三季【新同學來了】 |                    |                        |
| 1                    | 《新同學來了》     | 音頻與發音體           |
| 2                    | 《難忘好滋味》     | 味覺與嗅覺             |
| 3                    | 《頂上有學問》     | 重心                   |
| 4                    | 《肚皮飽與眼皮鬆》 | 人體消化               |
| 5                    | 《太陽不見了》     | 日蝕的原理             |
| 6                    | 《誰的眼淚在發光》 | 螢火蟲發光原理         |
| 7                    | 《開心看雲去》     | 莢狀雲形成與氣候       |
| 8                    | 《頑石的熱情》     | 熱容量                 |
| 9                    | 《神奇石板屋》     | 石板屋構造             |
| 10                   | 《慕妮的果樹》     | 斜面運動               |
| 11                   | 《接住好福氣》     | 拋體運動               |
| 12                   | 《新娘盪鞦韆》     | 單擺運動               |
| 13                   | 《真心不怕火煉》   | 熱漲冷縮               |
| 特別篇               | 《夢想的種子》     |                        |

## 播映電視台與平台
- 吉娃斯愛科學 Youtube頻道
- 靖天卡通台（中華電信 VOD）
- 中華電信MOD
- 公共電視
- 香港ViuTV
- IFLIX （页面存档备份，存于）
- 英、美地區Amazon Prime Video：Go Go Giwas

## 獎項

### 金鐘獎
| 年份   | 獲提名                       | 獎項                    | 結果 |
| ------ | ---------------------------- | ----------------------- | ---- |
| 2016年 | 《吉娃斯愛科學》             | 第51屆金鐘獎 動畫節目獎 | 獲獎 |
| 2019年 | 《吉娃斯愛科學：飛鼠學校》   | 第54屆金鐘獎 動畫節目獎 | 提名 |
| 2021年 | 《吉娃斯愛科學：新同學來了》 | 第56屆金鐘獎 動畫節目獎 | 提名 |